# Julio Herbert Lopes
Julio Cesar Herbert Duarte Lopes (* 16. November 1954 in Bissau, Guinea-Bissau; † 21. Oktober 2019 in Praia, Kap Verde) war ein kapverdischer Diplomat, Politiker und stellvertretender Ministerpräsident von Kap Verde.

## Leben und Wirken
Julio Herbert Lopes studierte Internationale Beziehungen (Diplomatie) am Instituto Rio Branco in Brasília, Brasilien, und Rechtswissenschaften an der juristischen Fakultät der Universität Lissabon. Julio Lopes hatte promoviert. Dann schlug er eine diplomatische Karriere ein, die ihn unter anderem zum Generalkonsul der Kap Verden in Boston werden ließ, zum diplomatisch-politischen Berater der portugiesischen Staatengemeinschaft CPLP und zum Staatsberater von Präsident Jorge Carlos Fonseca und später von Ministerpräsident Ulisses Correia e Silva.
Seit Dezember 2017 war er stellvertretender Ministerpräsident der Republik der Kap Verden und Minister für regionale Integration. 2018 traf er bei einem Staatsbesuch den Oberbürgermeister von Porto-Novo in Benin. 
Am 21. Oktober 2019 wurde er tot in seinem Büro im Regierungspalast aufgefunden. Erste Untersuchungen gingen von einem Herzinfarkt aus. Um die endgültige Todesursache zu klären, wurde der Leichnam des Politikers ins Hospital Agostinho Neto nach Praia gebracht, um dort eine Obduktion vorzunehmen. Die Obduktion ergab, dass der Minister an den Folgen eines Herzinfarktes verstorben war.
Die Regierung der Kap Verden ordnete zwei Tage Staatstrauer an. Der Leichnam des Ministers wurde in einem Gottesdienst in der Kirche Nossa Senhora da Graça in Praia aufgebahrt, auch damit Familie, Freunde, Kollegen und die Öffentlichkeit Abschied nehmen konnten. Lopes wurde auf dem Cemeterio de Varzea beigesetzt.